# Drugie życie (film 2009)
Drugie życie (ang. Second Life) – portugalski dramat filmowy z 2009 roku w reżyserii Miguela Gaudêncio i Alexandre’a Valente, który był również scenarzystą i producentem, z polskim aktorem Piotrem Adamczykiem w roli głównej.
Autorem muzyki był Bernardo Sassetti, a zdjęć – Acácio de Almeida; za kostiumy odpowiadała Silvia Siopa, a za scenografię Rui Alves i Catarina Amaro. Film zmontował Edgar Alberto. Adamczyk był koproducentem filmu, który wyprodukowała wytwórnia Utopia Filmes.

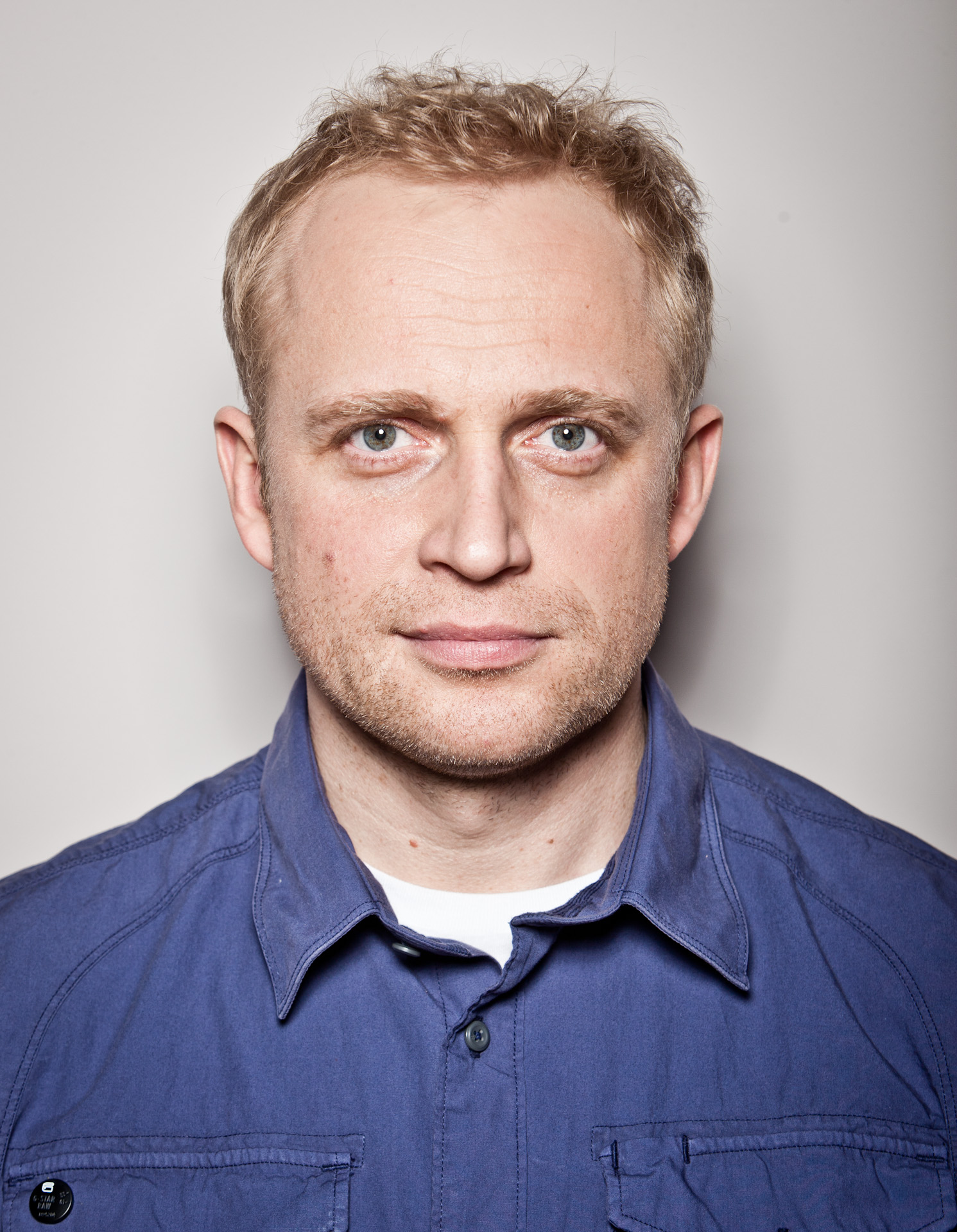
Piotr Adamczyk, odwtwórca głównej roli

W obsadzie filmu – obok polskiego aktora, który zagrał tytułowe role w takich filmach jak Chopin. Pragnienie miłości, Karol. Człowiek, który został papieżem i Karol. Papież, który pozostał człowiekiem – znaleźli się między innymi piosenkarka i aktorka Lúcia Moniz (Aurélia z komedii romantycznej To właśnie miłość) oraz jeden z najbardziej utytułowanych portugalskich piłkarzy Luís Figo.
Film kręcony był w Portugalii – głównie w miejscowości Beja, ale także w Caldas da Rainha, Faro i Lizbonie – oraz we Włoszech (w Rzymie i Pizie). W warstwie dialogowej filmu oprócz portugalskiego pojawiają się włoski i angielski.
Premiera, trwającego 85 minut, filmu odbyła się 29 stycznia 2009. Obraz wszedł do kin pod anglojęzycznym tytułem Second Life, zgromadził ponad 90 tysięcy widzów w Portugalii i przyniósł ponad 400 tysięcy euro dochodów, co dało mu 16. miejsce na liście najpopularniejszych i najbardziej dochodowych portugalskich filmów w latach 2004–2016.

## Fabuła
Nicholas, odnoszący sukcesy producent filmowy (Piotr Adamczyk), zostaje znaleziony martwy w swoim basenie w trakcie czterdziestych urodzin. Staje się wówczas narratorem opowieści o swoim życiu – tym rzeczywistym oraz innym, wymarzonym – do którego by doszło, gdyby kilka lat wcześniej dokonał innego wyboru. Widzowie mogą także śledzić osobny wątek, w którym policja próbuje rozwiązać sprawę śmierci Nicholasa.

## Obsada
Na podstawie materiałów źródłowych:

- Piotr Adamczyk jako Nicholas
- Lúcia Moniz jako Sara
- Paulo Pires jako Pepe
- Fátima Lopes jako Marta
- Pedro Lima jako Luca
- Sandra Cóias jako Liza
- Luís Figo jako reżyser
- Nicolau Breyner jako Don Francesco
- José Wallenstein jako psychoanalityk
- Liliana Santos jako Raquel
- Tiago Rodrigues jako João
- Sofia Grilo jako Ana
- Cláudia Vieira jako Claudia
- Pêpê Rapazote jako strażnik
- Rita Andrade jako pracownica linii lotniczych
- Luis Filipe Borges jako inspektor policji #1
- José Carlos Malato jako inspektor policji #2
- Ricardo Pereira jako asystent reżysera